# 12
12 (XII) var ett skottår som började en fredag i den julianska kalendern.

## Händelser

### Okänt datum
- Annius Rufus utnämns till praefectus civitatis av Judeen.
- Germanicus och Gaius Fonteius Capito blir konsuler i Rom.
- Quirinius återvänder från Judeen för att bli rådgivare åt Tiberius.
- Ovidius skriver en epistel från sin exil vid Svarta havet.

## Födda
- 31 augusti – Caligula, romersk kejsare från 37 (d. 41)

## Avlidna
- Publius Sulpicius Quirinius, romersk ståthållare